# آلن فینی
آلن فینی (به انگلیسی: Alan Finney؛ ۳۱ اکتبر ۱۹۳۳ – ۳۰ ژوئیهٔ ۲۰۲۵) بازیکن فوتبال اهل بریتانیا بود.
از جمله باشگاه‌هایی که وی در آن‌ها بازی کرده‌بود، می‌توان به باشگاه فوتبال شفیلد ونزدی و باشگاه فوتبال دونکستر راورز اشاره کرد.
وی همچنین در تیم‌ ملی فوتبال زیر ۲۱ سال انگلستان بازی کرده‌بود.

## درگذشت
فینی در ۳۰ ژوئیهٔ ۲۰۲۵، در سن ۹۱ سالگی درگذشت.